# Martin Ančička
Martin Ančička (né le 1er octobre 1974 à Kladno) est un joueur professionnel germano-tchèque de hockey sur glace.

## Carrière
Le défenseur fait ses premières apparitions au HC Kladno en Extraliga. Même s'il n'est pas un joueur important, il y reste jusqu'en 1997. Il décide alors d'aller chez les Eisbären Regensburg, en championnat d'Allemagne de hockey sur glace D2, où il s'impose en marquant 78 points en 50 matchs. Après une autre saison excellente à Ratisbonne, il vient au SC Bietigheim-Bissingen. D'un moindre niveau, il part aux Heilbronner Falken. Malgré une accession aux play-offs, il choisit de retourner à Bietigheim-Bissingen.
Il retourne ensuite aux Eisbären Regensburg, où il joue de 2002 à 2006. À la fin des saisons 2004-2005 et 2005-2006, il obtient les meilleures notes pour un défenseur. Il intègre l'élite allemande pour la saison 2006-2007 en s'engageant avec les Adler Mannheim, avec qui il devient champion d'Allemagne en 2007. Pour la saison 2008-2009, il signe pour les Ice Tigers de Nuremberg. Le 29 décembre 2010, il résilie son contrat avec les Tigers et signe le lendemain un nouveau contrat avec les Eisbären Regensburg. À la fin de la saison 2012-2013, il met fin à sa carrière. En hommage, l'équipe de Ratisbonne retire le numéro de maillot 27.
Martin Ančička est sélectionné pour la première fois en équipe d'Allemagne alors qu'il joue en
2. Bundesliga, et participe au Championnat du monde de hockey sur glace 2006, dans le tournoi Division I, l'Allemagne remporte l'accession en élite. Il est présent également au Championnat du monde de hockey sur glace 2007 en Russie. Avant le Championnat du monde de hockey sur glace 2009, il ne joue aucun match mais y participe ensuite. Il annonce juste après sa retraite de l'équipe nationale, il compte 48 sélections.